# Pedro Peralta Rivas
Pedro Peralta Rivas es un político mexicano, miembro del Partido Acción Nacional. Nació en la ciudad de Colima en 1967 siendo hijo de Pedro Peralta Ceballos y María Cristina Rivas Guzmán. Es ingeniero civil por la Universidad Autónoma de Guadalajara. Fue vicepresidente de la Cámara Nacional de la Industria de la Construcción, de la Industria de la Cámara Nacional de Promotores y Desarrolladores de Vivienda, Tesorero del Colegio de Ingenieros Civiles del Estado de Colima y presidente de Coparmex de Colima. Es miembro del Consejo de Administración de CIAPACOV y de la Comisión Consultiva del INFONAVIT estatal. Pedro Peralta Rivas fue diputado local y coordinador del Grupo Parlamentario del Partido Acción Nacional en su primer año de actividades de la LV Legislatura del Congreso del Estado de Colima. Actualmente es diputado federal y pertenece a la Comisión de la Función Pública y a la Comisión de Vivienda. 
Venció en las elecciones a la diputación local a Rubén Pérez Anguiano.